# 九校連盟
九校連盟（C9、簡体字：九校联盟、ピンイン：Jiǔ xiào liánméng）は、中国本土の9つの大学からなる正式な連盟である。これは中国の高等教育の発展と評価を高めるため、中国中央政府により985工程で主導されている。九校連盟に属する大学は、中国の研究者の3％だけを占めるが、国の研究費の10％を受け取る。また、全国の学術論文の20％を生み出し、これは被引用総数の30％にあたる。中国共産党の機関紙である人民日報は、九校連盟を中国のアイビー・リーグと記載する。

## 構成大学と利点
九校連盟の学校には特別な資源が割り当てられ、資源を配分するための特別な手配がある。それらには中国の最高学位の1つである千人計画教授と長江（揚子江）学者奨励賞を授与されたエリート学者の割合が高く、両方を授与された少数の学者もいる。九校連盟の学校は、研究センターの新設、施設改善、国際会議の開催、世界的に有名な教員・客員研究員の招致、中国人教員の海外会議への参加支援のため、国と地方自治体の両方から多額の資金を受け取る。 
- 北京大学
- 清華大学
- 復旦大学
- 上海交通大学
- 中国科学技術大学
- 浙江大学
- 南京大学
- 西安交通大学
- ハルビン工業大学

発足後、2014年11月7日に中国科学院大学が正式に加盟し、九+校連盟（C9+ League）となった。その後、更に香港の３大学（香港大学、香港科技大学、香港中文大学）およびマカオの澳門大学が加わっている。

## エリート大学のグループとの関係
中国政府は、エリート大学を主に4つのグループに分類している。そのうち最初で最大のグループが211工程で、1995年に中国のトップ大学の研究水準を強化するために設立されたもので、基準を超えた大学には非常に多額の資金が支給される。2018年現在、116の高等教育機関が211工程のメンバーとなっている。  
2つ目は、2050年までに世界クラスの42の大学を創設するという2015年に設立された双一流である。第三のより精選されたグループは、1998年に設立された985工程である。中国政府は985工程に39大学を参加させ、2011年にその39大学まで上限を設けた。 
最後で最も精選されたグループは、中国中央政府が1998年5月4日に985工程の一環として設立した九校連盟であり、これはより良い学生の育成と資源の共有を目的とした大学のエリートグループを正式にすることで、中国の高等教育を発展させることを目的としている。9つの大学が選ばれて資金が配分され、2009年10月10日、この9つの大学の関係が中国の九校連盟として、正式に発足した。 

## 参照
1. 1 2  Li, Feng; Miao, Yajun; Yang, Chenchen (2015). “How do alumni faculty behave in research collaboration? An analysis of Chang Jiang Scholars in China”. Research Policy 44:  438-450. doi:10.1016/j.respol.2014.09.002.
2. 1 2 3 4  “Best universities in China 2018”. Times Higher Education. (2017年9月6日)
3. ↑  “Eastern stars: Universities of China's C9 League excel in select fields”. Times Higher Education
4. 1 2 3  “China's Ivy League: C9 League”. People's Daily. 2018年4月17日閲覧。
5. ↑  “World Education News & Reviews”. wenr.wes.org
6. ↑  “China to develop 42 world-class universities”. People's Daily. (2017年9月21日)
7. ↑  “九校高校签订《一流大学人才培养合作与交流协议书》”. 2012年8月5日時点のオリジナルよりアーカイブ。2019年10月25日閲覧。
8. ↑  
Sainsbury, Michael (2009年11月4日). “China establishes group of Ivy League universities”. The Australian